# Shanika Warren-Markland
Pour les articles homonymes, voir Warren et Markland.
Shanika Warren-Markland est une actrice britannique.

## Filmographie
- 2005 : Holby City (série télévisée) : Hayley Kent
- 2006 : Spooks (en) (série télévisée) : Sophie Brewster
- 2008 : Adulthood : Kayla
- 2010 : 4.3.2.1 : Kerrys
- 2011 : Victim : Charmaine
- 2011 : Demons Never Die : Ashleigh
- 2012 : The Skinny : Langston
- 2012 : Illegal Activity (court métrage) : Natalie
- 2012 : The Knot : Enid
- 2012 : Omar (court métrage) : Belle
- 2013 : Fedz : Ty
- 2013 : Gone Too Far : Armani
- 2016 : Brotherhood : Kayla